# Synagoge (Hlučín)

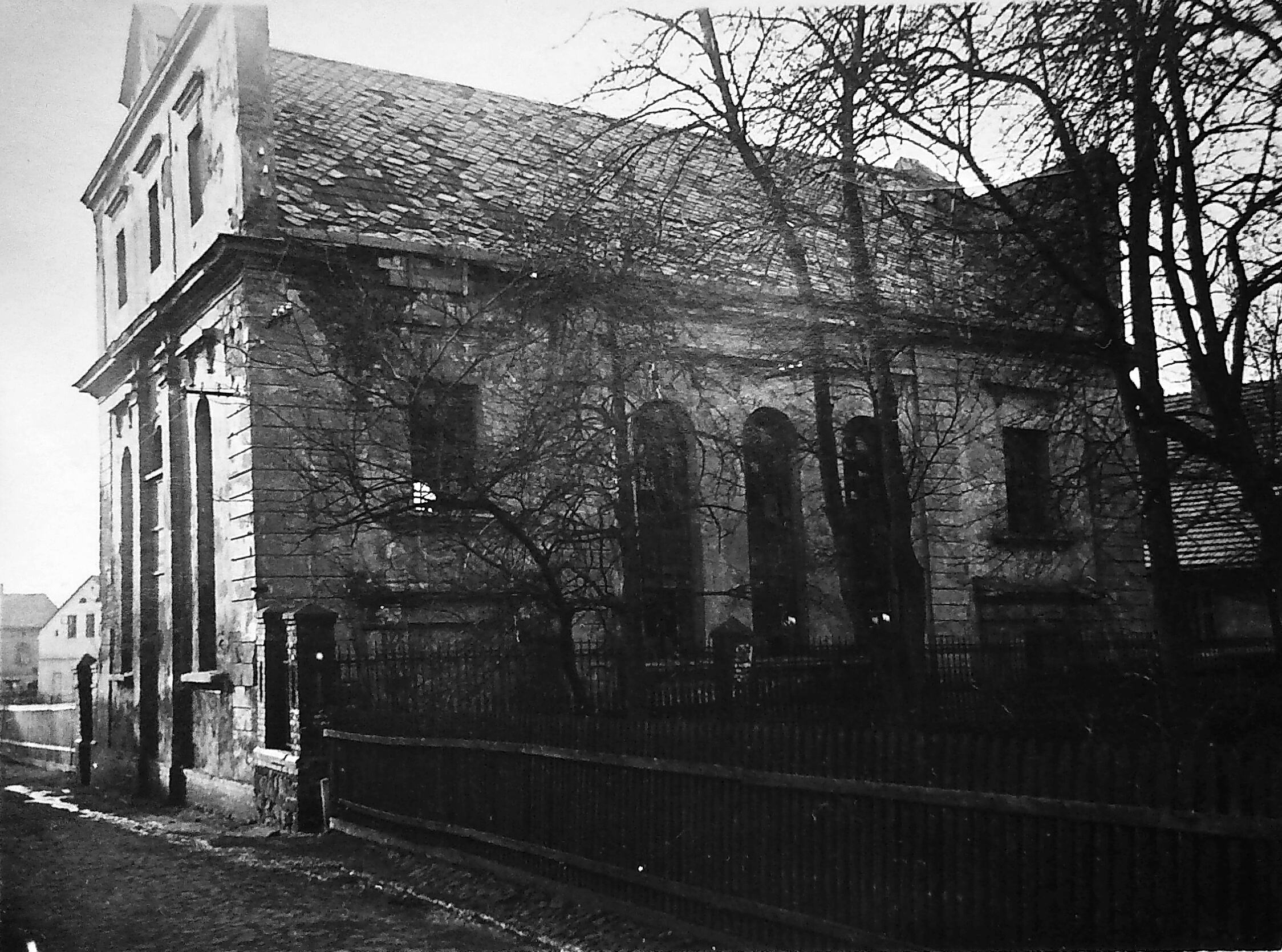
Die Synagoge in Hlučín in den 1920er Jahren

Die Synagoge in Hlučín (deutsch Hultschin), einer tschechischen Stadt im Okres Opava in der Region Mährisch-Schlesien, wurde 1842/43 eingeweiht. Die Synagoge wurde vermutlich nach 1945 abgerissen.